# Rita (Vorname)
Rita ist ein meist weiblicher Vorname.

## Herkunft und Bedeutung
Der weibliche Vorname ist eine italienische Form von Margarete bzw. Kurzform von Margherita mit der Bedeutung „die Perle“.

## Namenstag
Der Namenstag von Rita ist der 22. Mai.

## Namensträgerinnen
- Rita (Sängerin) (* 1962), israelische Sängerin und Schauspielerin
- Heilige Rita von Cascia (1381–1447), katholische Nonne
- Rita Adrian, deutsche Biologin und Hochschullehrerin
- Rita Amedick, deutsche Klassische Archäologin
- Rita Bentes de Oliveira Pinto (* 2000), portugiesische Tennisspielerin
- Rita Blanco (* 1963), portugiesische Schauspielerin
- Rita Cardinale (* 1975), ungarische Pornodarstellerin
- Rita Coolidge (* 1945), US-amerikanische Musikerin indianischer Abstammung
- Rita Czech-Blasel (1932–2023), deutsche Skilangläuferin
- Rita Daubländer (* 1956), deutsche Bildende Künstlerin
- Rita Egede (* 1966 oder 1967), ehemalige grönländische Handballspielerin
- Rita Engelmann (1942–2021), deutsche Schauspielerin und Synchronsprecherin
- Rita Ernst (* 1956), Schweizer Künstlerin
- Rita Falk (* 1964), deutsche Autorin
- Rita Faltoyano (* 1978), ungarische Pornodarstellerin
- Rita Flubacher (* 1951), Schweizer Journalistin
- Rita Forst (* 1960), ehemalige deutsche Handballspielerin
- Rita von Gaudecker (genannt Tante Rita; 1879–1968), deutsche Schriftstellerin
- Rita Gautschy, geborene Loidl (* 1973), österreichische Astrochronologin, Archäoastronomin, Astronomin und Archäologin
- Rita Gerschner (1941–2024), deutsche Badmintonspielerin
- Rita Hayworth (1918–1987), US-amerikanische Schauspielerin
- Rita Jorek (* 1935), deutsche Publizistin, Kunst- und Literaturwissenschaftlerin
- Rita Kail (* 1954), luxemburgische Schauspielerin
- Rita Kempley (* 1945), US-amerikanische Filmkritikerin und Journalistin
- Rita Knüppel (* 1950), ehemalige deutsche Handballspielerin
- Rita König (* 1977), rumänisch-deutsche Florettfechterin
- Rita Marley (* 1946), Witwe von Musiker Bob Marley
- Rita Mažukėlytė-Petra (* 1985), litauische Fußballspielerin
- Rita Mohr-Lüllmann (* 1957), deutsche Pharmazeutin und Politikerin
- Rita Nemes (* 1989), ungarische Leichtathletin
- Rita Nikolai (* 1977), deutsche Bildungsforscherin
- Rita-Maria Nowotny (1925–2000),  deutsche Schauspielerin
- Rita Öhquist (1884–1968), deutsche Übersetzerin
- Rita Ora (* 1990), britische Sängerin
- Rita Orji, nigerianisch-kanadische Informatikerin
- Rita Paul (1928–2021), deutsche Sängerin, Schauspielerin und Kabarettistin
- Rita Pavone (* 1945), italienische Sängerin
- Rita Raines (1930–2014), US-amerikanische Sängerin
- Rita Russek (* 1952), deutsche Schauspielerin
- Rita Schulz (* 1961), deutsche Astrophysikerin
- Reta Shaw (1912–1982), US-amerikanische Schauspielerin
- Rita Süssmuth (* 1937), deutsche Politikerin
- Rita Volk (* 1990), US-amerikanische Schauspielerin
- Rita Wilson (* 1956), US-amerikanische Schauspielerin
- Rita Zeqiri (* 1995), kosovarische Schwimmerin

## Namensträger
- Rita Marko (1920–2018), albanischer Politiker